# Staurastrum duacense
Staurastrum duacense là một loài Song tinh tảo trong họ Desmidiaceae, thuộc chi Staurastrum.